# Journal of Fluid Mechanics
Pour les articles homonymes, voir JFM.
Le Journal of Fluid Mechanics (JFM) est une revue scientifique en mécanique des fluides, à comité de lecture et de parution bimensuel. Elle regroupe des travaux originaux sur les aspects théoriques, expérimentaux et de modélisation numérique.
Le journal est publié par la Cambridge University Press et conserve des liens très marqués avec l'Université de Cambridge, en particulier avec le Department of Applied Mathematics and Theoretical Physics (en) (DAMTP) faisant partie de la faculté de mathématiques. La publication est au format simple colonne selon la norme B5.
Le journal a été créé en 1956 par George Batchelor, qui en dirigea la publication pendant 40 ans. Il débuta comme unique rédacteur en chef avant la mise en place d'une équipe d'éditeurs associés coordonnant la révision des articles. En mars 2016, le journal compte deux éditeurs adjoints et 24 éditeurs associés.
En juillet 2009, le journal crée une nouvelle section appelée Focus on Fluids. Elle a pour but de mettre en valeur, chaque mois, un article en particulier. L'article sélectionné est alors discuté et commenté par un chercheur expert du domaine de la publication. Cette démarche permet d'étendre la visibilité des recherches à une audience plus large en mettant en lumière les avancées et implications de l'article pour de futures recherches.
Depuis janvier 2013, une nouvelle section a fait son apparition sous le nom de JFM Rapids. L'objectif est de réduire le temps de publication afin de mettre en avant des recherches nouvelles nécessitant une communication rapide. Les articles sont d'un format plus court que les publications traditionnelles du journal afin d'accélérer le processus de révision. 

## Éditeurs
La fonction de rédacteur du Journal of Fluid Mechanics a été occupée par les personnes suivantes :
- 1956–1996 : George Batchelor (DAMTP)
- 1966–1983 : Keith Moffatt (DAMTP)
- 1996–2000 : David Crighton (DAMTP)
- 2000–2006 : Tim Pedley (DAMTP)
- 2000–2010 : Stephen H. Davis (en) (Northwestern University)
- 2007–aujourd'hui : Grae Worster (en) (DAMTP)